# Antunes Filho
José Alves Antunes Filho, mais conhecido como Antunes Filho (São Paulo, 12 de dezembro de 1929 – São Paulo, 2 de maio de 2019), foi um diretor de teatro brasileiro, considerado pela crítica e por diversos artistas como um dos principais nomes teatrais e diretores do país.
Antunes fez parte da primeira geração de encenadores brasileiros (junto a Flávio Rangel, Augusto Boal, Antônio Abujamra, Zé Celso e Amir Haddad), dissidentes do Teatro Brasileiro de Comédia, onde começou como assistente de direção em 1952, tendo lá trabalhado com nomes estrangeiros decisivos que influenciaram sua geração: Ziembinski, Adolfo Celi, Luciano Salce, Ruggero Jacobbi e Flaminio Bollini Cerri.
Seu trabalho é fortemente ligado à renovação estética, política e cênica do teatro brasileiro surgido nos anos 1960 e 1970, sobretudo com Macunaíma (1978), montagem que tornou-se referência para a geração dos anos 80. Com este espetáculo, Antunes Filho torna-se "o primeiro diretor a empreender uma obra dramatúrgica e cenicamente autoral."
Nessa época, Antunes monta o Centro de Pesquisa Teatral (CPT), hoje residido no Sesc Consolação, na cidade de São Paulo, onde desde então formou diversas gerações de atores com metodologia e técnica próprias, até seus últimos dias de vida, tendo falecido aos 89 anos de idade e deixado uma trajetória e legado de mais de 60 anos de dedicação integral ao teatro.

## Biografia
Nasceu no bairro de Bela Vista, em São Paulo, filho de imigrantes portugueses. Começou estudando Direito no Largo de São Francisco, mas abandonou o curso para fazer Artes Dramáticas.
Entre os espetáculos que criou estão Macunaíma, da obra homônima de Mário de Andrade, que percorreu vinte países e Trono de Sangue, baseada na obra Macbeth de William Shakespeare.
Vários atores de renome passaram por sua supervisão, como Luís Melo, que foi protagonista de vários espetáculos, como Trono de Sangue, além de Giulia Gam, Alessandra Negrini, Camila Morgado, Renata Jesion, Irene Ravache, entre outros.

## Carreira
Iniciou a carreira dirigindo grupos amadores. Montou peças para a série Tele-Teatro, como O Urso, de Anton Tchecov em 1950. Depois foi convidado por Décio de Almeida Prado para trabalhar como assistente de direção no Teatro Brasileiro de Comédia (TBC).
Trabalhou com o grande diretor Zbigniew Ziembiński, com quem aprendeu a disciplina e a técnica. 
Em 1953, estreou como diretor, com a peça Week-End, de Noël Coward. Em 1958, dirigiu O Diário de Anne Frank, de Frances Goodrich e Albert Hackett, um de seus grandes sucessos. 
Durante a ditadura militar dirigiu a peça Vereda da Salvação (1964), de Jorge Andrade, que foi remontada na década de 1990.
Foi, por décadas, diretor do Centro de Pesquisas Teatrais (CPT), criado em 1982, onde formou gerações de atores e montou peças como A Hora e a Vez de Augusto Matraga (1986), Paraíso Zona Norte (1990), Novas e Velhas Estórias (1991), Macbeth – O Trono de Sangue (1992), Gilgamesh (1995) e Drácula e outros Vampiros (1996).
Em 1998, apresentou a evolução na pesquisa do ator com Prêt-à-Porter, uma série de espetáculos formados por peças curtas, escritas e dirigidas pelos próprios atores, através dos procedimentos desenvolvidos na busca de novos horizontes do teatro. Este núcleo revelou as atrizes Sabrina Greve, Arieta Corrêa e o ator Luiz Päetow. Por este projeto, a Casa das Américas premiou o CPT com o Gallo de Habana, honraria só concedida a instituições que tenham contribuído com relevância para a evolução estética do teatro na América Latina. 
Em 1999, montou a tragédia grega com o grupo Macunaíma, do CPT: Fragmentos Troianos (1999), adaptação de As Troianas, de Eurípedes. Esse espetáculo foi também apresentado no Festival de Istambul, na Turquia.
Em 2001 e 2002, apresentou duas versões para a tragédia Medeia, de Eurípides.
Em 2004, dirigiu a peça O Canto de Gregório, apresentando o autor Paulo Santoro.
Voltou à tragédia em 2005, com sua adaptação para Antígona, de Sófocles.
Dirigiu para cinema apenas uma vez, com o filme Compasso de Espera, um drama sobre racismo e protagonizado por Zózimo Bulbul e Stênio Garcia, esse seu ator predileto.
Em 2006, recebeu o Prêmio Bravo! de Melhor Espetáculo Teatral do Ano pela peça A Pedra do Reino (2006).
Em 2021, sua peça inédita Sodoma & Gomorra é dirigida pelo ator e dramaturgo Luiz Päetow.

## Personalidade
No final do livro Antunes Filho e a Dimensão Utópica, o crítico Sebastião Milaré escreve: "É estranho que esse homem tão apaixonado pela arte, pela vida, tenha granjeado ao longo do seu caminho tantos desafetos”. Durante muito tempo, conforme explicou Jefferson Del Rios num debate em 2010 no qual o diretor estava presente, Antunes Filho conquistou a fama de "tirano" e "autoritário" por conta de sua personalidade inquieta e por seu método teatral explosivo e direto.
Em entrevista para o Roda Viva da TV Cultura em 1989, Antunes Filho disse: "Eu já fui considerado até tirânico, autoritário. Eu acho que, no teatro, é necessário que as pessoas tenham muita disciplina. A infra-estrutura do teatro não é dinheiro, não é nada disso. A infra-estrutura é conhecimento, é autodisciplina, mas isso é mais velho que minha avó. É fundamental que as pessoas que façam qualquer tipo de manifestação criativa tenham consigo - e com as pessoas que querem também fazer o mesmo projeto - muita fé e muita disciplina, porque com muita disciplina a gente se equivoca bastante. Agora, no tempo que me chamavam de tirânico eu até era um pouco, sim. Eu acho que era devido aos tempos ruins que a gente se acostuma àquilo, a gente é condicionado a..."
Em 2010, em entrevista para a Folha, declarou: "Não acabou a chamada 'era dos diretores'. O que acabou foi a era do diretor tirano. Agora, é a época do diretor que procura cooperação. Antigamente, a expressão que se usava era que as coisas vinham do Céu para a Terra. Ao umbigo do mundo, através das catedrais, se instaurava no mundo o Dharma. Agora não tem mais o Dharma. Agora é a troca."

## Morte
Faleceu no dia 2 de maio de 2019 no Hospital Sírio Libanês, em São Paulo, em decorrência de um câncer de pulmão.

## Legado

### Influência
Antunes Filho formou, influenciou e influencia diversos encenadores, atores e artistas, entre outros, Laura Cardoso, Eva Wilma, Raul Cortez, Luís Melo, Cacá Carvalho, Stênio Garcia, Denise Stoklos, Luiz Päetow, Samir Yazbek, Marco Braz, Lee Taylor, Bete Coelho, Giulia Gam.

## Diretor

### Teatro
- 1953 - Week-End
- 1958 - O Diário de Anne Frank
- 1964 - Vereda da Salvação
- 1967 - Black-Out
- 1971 - As Aventuras de Peer Gynt. Estreia no Teatro Itália (São Paulo), em abril de 1971, foi levada para o Teatro Municipal de Santo André (SP) em outubro de 1971. Uma produção de Antunes Filho Produções Artísticas, sob sua direção, em que ganhou o Prêmio Molière. No elenco, Stênio Garcia, Ariclê Perez, Jonas Bloch, Ciro Corrêa e Castro, Ewerton de Castro, Roberto Frota e Ricardo Blat.[16]
- 1978 - Macunaíma (1978)
- 1980 - O Eterno Retorno
- 1984 - Nelson 2 Rodrigues
- 1984 - Romeu e Julieta
- 1985 - Os Anjos
- 1986 - A Hora e a Vez de Augusto Matraga
- 1988 - Xica da Silva
- 1989 - Paraíso, Zona Norte
- 1991 - Nova Velha Estória
- 1992 - Macbeth – Trono de Sangue
- 1993 - Vereda da Salvação
- 1995 - Gilgamesh
- 1995 - Nas Trilhas da Transilvânia
- 1996 - Drácula e Outros Vampiros
- 1998 - Prêt-à-Porter
- 1998 - Prêt-à-Porter 2
- 1999 - Fragmentos Troianos
- 2000 - Prêt-à-Porter 3
- 2001 - Medéia
- 2001 - Prêt-à-Porter 4
- 2002 - Medéia 2
- 2003 - Prêt-à-Porter 5
- 2004 - O Canto de Gregório
- 2004 - Prêt-à-Porter 6
- 2005 - Antígona
- 2005 - Foi Carmen Miranda
- 2005 - Prêt-à-Porter 7
- 2006 - A Pedra do Reino
- 2008 - Senhora dos Afogados
- 2008 - Foi Carmem
- 2009 - A Falecida Vapt-Vupt
- 2009 - Lamartine Babo
- 2010 - Triste fim de Policarpo Quaresma
- 2012 - Toda Nudez Será Castigada
- 2013 - Nossa Cidade
- 2016 - Blanche [17]
- 2018 - Eu Estava em Minha Casa e Esperava que a Chuva Chegasse

### Cinema
- 1969 - Em Compasso de Espera

### Televisão
- 1956 a 1958 - Grande Teatro Tupi
  - Paiol Velho (1958)
  - O Processo de Joana d'Arc (1958)
  - A Herdeira (1958)
  - Weather (1958)
  - Capitão Veneno (1958) - 14 episódios
- 1957 e 1958 -  TV de Comédia
  - Cala a Boca, Etelvina (1958)
  - Negócios de Estado (1958)
  - Vá com Deus (1958)
  - Treze à Mesa (1957)
- 1973 - Venha Ver o Sol na Estrada

## Autor

### Cinema
- 1969 -  Em Compasso de Espera
- A Seca (não realizado)
- Assunção de Salviano (não realizado)

### Televisão
- 1957 -  TV de Comédia

1957 e 1958 - Grande Teatro Tupi
- - A Cilada (1958) (adaptação)
  - A Viuvinha (1957) (adaptação)
- 1958 - TV Teatro
  - Adeus, Mocidade (1958)

## Produtor

### Cinema
- 1973 - Em Compasso de Espera

### Televisão
- 1956 - Grande Teatro Tupi (3 episódios)
  - A Ilha das Cabras (1956)
  - Santa Joana (1956)
  - Lucrecia Borga (1956)
- 1955-1957
  - Vestido de Noiva (Nelson Rodrigues)
  - Corpo a Corpo (Oduvaldo Vianna Filho)
  - Casa Fechada (Roberto Gomes)
  - Lua Amarela (Lygia Fagundes Telles)
  - Chapetuba Futebol Clube (Oduvaldo Vianna Filho)
  - A Escada (Jorge Andrade)
  - A Implosão (Consuelo de Castro)
  - Relatório Confidencial (Deonísio da Silva)
  - Reveillon (Flávio Márcio)
  - Viva Olegário (Luiz Carlos Cardoso)
  - Nau Catarineta (Rubem Fonseca)

## Ator

### Cinema
- 1951 - Ângela
- 2007 - Person (documentário)

### Televisão
- 2002 -  O Teatro Segundo Antunes Filho (TV - minissérie documentário)

## Livros
- Sebastião Milaré, Antunes Filho e a Dimensão Utópica, Editora Perspectiva, 1990.
- Milaré, Antunes Filho: Poeta da Cena, Edições Sesc, 2010.
- Milaré, Hierofania - O teatro segundo Antunes Filho, Sesc, 2010.